# Groupe républicain indépendant (chambre haute)
Pour les articles homonymes, voir Républicains indépendants, Indépendant et RI.
Le groupe républicain indépendant est un ancien rassemblement parlementaire français ayant existé dans les chambres hautes du Parlement entre 1946 et 2002.
Initialement fondé comme groupe des républicains indépendants (RI) au Conseil de la République en 1946, il est constitué à nouveau au Sénat de façon provisoire en 1958, puis définitivement en 1959. Il prend la dénomination de groupe de l’union des républicains et des indépendants (UREI) à la suite d’un renouvellement partiel de la chambre en 1977. Renommé groupe des républicains et indépendants (RI) en 1993, il disparaît en 2002, ses membres rejoignant en quasi-totalité le groupe Union pour un mouvement populaire (UMP) puisqu’un seul sénateur intègre celui de l’union centriste (UC).

## Historique

### Conseil de la République
Le groupe des républicains indépendants est officiellement fondé au Conseil de la République le 26 décembre 1946 par 12 conseillers de la République.
Alors que les républicains indépendants forment un rassemblement partisan de 38 membres au 23 novembre 1948, le groupe du centre républicain d’action rurale et sociale (CRARS), constitué de 15 conseillers de la République, et le groupe du Parti républicain de la liberté, constitué de 10 autres, se rattachent administrativement à eux à la chambre. Fort de 44 membres et de trois sénateurs rattachés, le groupe des républicains indépendants chapeaute également deux autres regroupements partisans du Conseil de la République au 4 juin 1952 : le groupe du CRARS (17 membres, un apparenté et un rattaché) et celui du PRL (8 membres et trois apparentés),.
Au 6 juillet 1955, le groupe des républicains indépendants rassemble 60 membres, trois apparentés et un rattaché.

### Sénat
À la formation provisoire du Sénat, un nouveau groupe des républicains indépendants est créé le 10 décembre 1958. Il comprend alors 63 membres et trois apparentés.
À partir de 1959 et jusqu’en 2001, le parti parlementaire républicain indépendant est constitué à chaque renouvellement sénatorial inaugurant un nouveau triennat :
- les 30 avril 1959 (66 membres et 4 apparentés), 3 octobre 1962 (63 membres et 2 apparentés), 4 octobre 1965 (58 membres et 2 apparentés), 3 octobre 1968 (51 membres et 3 apparentés), 4 octobre 1971 (56 membres et 3 apparentés) et 2 octobre 1974 (53 membres, 3 apparentés et 2 rattachés), sous l’intitulé de groupe des républicains indépendants (RI)[ζ],[η],[θ],[ι],[κ],[λ] ;
- les 4 octobre 1977 (49 membres, 1 apparenté et 2 rattachés), 6 octobre 1980 (48 membres, 1 apparenté et 3 rattachés), 4 octobre 1983 (45 membres, 1 apparenté et 4 rattachés), 6 octobre 1986 (51 membres et 3 rattachés), 3 octobre 1989 (49 membres et 3 rattachés) et 6 octobre 1992 (47 membres)[a], sous celui de groupe de l’union des républicains et indépendants (UREI)[μ],[ν],[ξ],[ο],[π],[ρ] ;
- les 3 octobre 1995 (43 membres, 1 apparenté et 2 rattachés), 5 octobre 1998 (46 membres, 1 apparenté et 2 rattachés) et 2 octobre 2001 (38 membres et 2 rattachés), sous celui de groupe des républicains et indépendants (RI)[σ],[τ],[υ].

Le groupe des républicains et indépendants disparaît à la suite de la constitution du groupe Union pour un mouvement populaire (UMP) le 10 décembre 2002 dans lequel la totalité des sénateurs s’affilient, à l’exception de Jean-Léonce Dupont, qui rejoint le groupe de l’union centriste (UC),.

## Organisation

### Structure
À la fin des années 1980, le bureau du groupe républicain indépendant se compose d’un président, de neuf vice-présidents, d’un secrétaire général et d’un trésorier.

### Présidence
| Président              | Triennat  | Mandat                               | Autre fonction exercée simultanément |
| ---------------------- | --------- | ------------------------------------ | --- |
| Robert Sérot           | 1946-1948 | 26 décembre 1946 — 15 novembre 1948  | Conseiller de la République (1946-1948), élu par l’Assemblée nationale Vice-président du Conseil de la République (1947-1948) |
| Jean Boivin-Champeaux  | 1948-1952 | 23 novembre 1948 — 2 juin 1952       | Maire de Pierrefitte-en-Auge (1945-1954) Conseiller général du Calvados (1945-1954), élu dans le canton de Lisieux-1 Président du conseil général du Calvados (1951-1954) Conseiller de la République (1946-1948), puis, sénateur (1948-1954), élu dans le Calvados |
| Robert Brizard,        | 1952-1955 | 4 juin 1952 — 4 juillet 1955         | Maire de Nogent-le-Rotrou (1945-1955) Conseiller de la République (1946-1948), puis, sénateur (1948-1959), élu en Eure-et-Loir |
| Robert Brizard,        | 1955-1958 | 6 juillet 1955 — 4 octobre 1958      | Maire de Nogent-le-Rotrou (1945-1955) Conseiller de la République (1946-1948), puis, sénateur (1948-1959), élu en Eure-et-Loir |
| Marcel Rogier          | 1958-1959 | 10 décembre 1958 — 27 avril 1959     | Conseiller de la République (1946-1948), puis, sénateur (1948-1959), élu dans la circonscription d’Alger |
| Marcel Rogier          | 1959-1962 | 30 avril — 31 mai 1959               | Conseiller de la République (1946-1948), puis, sénateur (1948-1959), élu dans la circonscription d’Alger |
| Raymond Pinchard       | 1959-1962 | 25 juin 1959 — 22 août 1961          | Maire de Nancy (1953-1961) Sénateur (1952-1961), élu en Meurthe-et-Moselle |
| Edmond Barrachin,      | 1959-1962 | 25 octobre 1961 — 1er octobre 1962   | Sénateur (1959-1968), élu dans la Seine |
| Edmond Barrachin,      | 1962-1965 | 3 octobre 1962 — 13 octobre 1964     | Sénateur (1959-1968), élu dans la Seine |
| François Schleiter,    | 1962-1965 | 13 octobre 1964 — 1er octobre 1965   | Sénateur (1948-1983), élu dans la Meuse Conseiller général de la Meuse (1955-1973), élu dans le canton de Verdun |
| François Schleiter,    | 1965-1968 | 4 octobre 1965 — 1er octobre 1968    | Sénateur (1948-1983), élu dans la Meuse Conseiller général de la Meuse (1955-1973), élu dans le canton de Verdun |
| François Schleiter,    | 1968-1971 | 3 octobre 1968 — 1er octobre 1971    | Sénateur (1948-1983), élu dans la Meuse Conseiller général de la Meuse (1955-1973), élu dans le canton de Verdun |
| Louis Courroy          | 1971-1974 | 4 octobre 1971 — 1er octobre 1974    | Conseiller général des Vosges (1946-1979), élu dans le canton du Thillot Sénateur (1959-1977), élu dans les Vosges |
| Philippe de Bourgoing, | 1974-1977 | 2 octobre 1974 — 1er octobre 1977    | Maire de Tracy-sur-Mer (1950-1977) Conseiller général du Calvados (1964-2001), élu dans le canton de Ryes Vice-président du conseil général du Calvados (à partir de 1976) Sénateur (1970-1998), élu dans le Calvados |
| Philippe de Bourgoing, | 1977-1980 | 4 octobre 1977 — 1er octobre 1980    | Maire de Tracy-sur-Mer (1950-1977) Conseiller général du Calvados (1964-2001), élu dans le canton de Ryes Vice-président du conseil général du Calvados (à partir de 1976) Sénateur (1970-1998), élu dans le Calvados |
| Philippe de Bourgoing, | 1980-1983 | 6 octobre 1980 — 2 octobre 1983      | Maire de Tracy-sur-Mer (1950-1977) Conseiller général du Calvados (1964-2001), élu dans le canton de Ryes Vice-président du conseil général du Calvados (à partir de 1976) Sénateur (1970-1998), élu dans le Calvados |
| Philippe de Bourgoing, | 1983-1986 | 4 octobre 1983 — 11 décembre 1984    | Maire de Tracy-sur-Mer (1950-1977) Conseiller général du Calvados (1964-2001), élu dans le canton de Ryes Vice-président du conseil général du Calvados (à partir de 1976) Sénateur (1970-1998), élu dans le Calvados |
| Marcel Lucotte,        | 1983-1986 | 11 décembre 1984 — 1er octobre 1986  | Maire d’Autun (1969-1995) Conseiller général de Saône-et-Loire (1970-1988), élu dans le canton d’Autun, puis, dans celui d’Autun-Sud Sénateur (1971-1995), élu en Saône-et-Loire Conseiller régional de Bourgogne (1973-1989), élu par des représentants de Saône-et-Loire, puis, élu dans la section départementale de Saône-et-Loire Président du conseil régional de Bourgogne (1985-1989) |
| Marcel Lucotte,        | 1986-1989 | 6 octobre 1986 — 1er octobre 1989    | Maire d’Autun (1969-1995) Conseiller général de Saône-et-Loire (1970-1988), élu dans le canton d’Autun, puis, dans celui d’Autun-Sud Sénateur (1971-1995), élu en Saône-et-Loire Conseiller régional de Bourgogne (1973-1989), élu par des représentants de Saône-et-Loire, puis, élu dans la section départementale de Saône-et-Loire Président du conseil régional de Bourgogne (1985-1989) |
| Marcel Lucotte,        | 1989-1992 | 3 octobre 1989 — 1er octobre 1992    | Maire d’Autun (1969-1995) Conseiller général de Saône-et-Loire (1970-1988), élu dans le canton d’Autun, puis, dans celui d’Autun-Sud Sénateur (1971-1995), élu en Saône-et-Loire Conseiller régional de Bourgogne (1973-1989), élu par des représentants de Saône-et-Loire, puis, élu dans la section départementale de Saône-et-Loire Président du conseil régional de Bourgogne (1985-1989) |
| Marcel Lucotte,        | 1992-1995 | 6 octobre 1992 — 1er octobre 1995    | Maire d’Autun (1969-1995) Conseiller général de Saône-et-Loire (1970-1988), élu dans le canton d’Autun, puis, dans celui d’Autun-Sud Sénateur (1971-1995), élu en Saône-et-Loire Conseiller régional de Bourgogne (1973-1989), élu par des représentants de Saône-et-Loire, puis, élu dans la section départementale de Saône-et-Loire Président du conseil régional de Bourgogne (1985-1989) |
| Jean-Claude Gaudin     | 1995-1998 | 3 octobre — 14 novembre 1995         | Conseiller régional de Provence-Alpes-Côte-d’Azur (1986-1998), élu dans la section départementale des Bouches-du-Rhône Président du conseil régional de Provence-Alpes-Côte-d’Azur (1986-1998) Sénateur (1989-1995), élu dans les Bouches-du-Rhône Maire de Marseille (1995-2020) Ministre de l’Aménagement du territoire, de la Ville et de l’Intégration (1995-1997)                        |
| Henri de Raincourt,    | 1995-1998 | 14 novembre 1995 — 30 septembre 1998 | Maire de Saint-Valérien (1977-2001) Conseiller général de l’Yonne (1980-2008), élu dans le canton de Chéroy Sénateur (1986-2009), élu dans l’Yonne Président du conseil général de l’Yonne (1992-2008) |
| Henri de Raincourt,    | 1998-2001 | 5 octobre 1998 — 30 septembre 2001   | Maire de Saint-Valérien (1977-2001) Conseiller général de l’Yonne (1980-2008), élu dans le canton de Chéroy Sénateur (1986-2009), élu dans l’Yonne Président du conseil général de l’Yonne (1992-2008) |
| Henri de Raincourt,    | 2001-2004 | 2 octobre 2001 — 10 décembre 2002    | Maire de Saint-Valérien (1977-2001) Conseiller général de l’Yonne (1980-2008), élu dans le canton de Chéroy Sénateur (1986-2009), élu dans l’Yonne Président du conseil général de l’Yonne (1992-2008) |

### Affiliations au groupe

#### Adhésions partisanes personnelles
Initialement, les adhésions partisanes personnelles font l’objet d’une publication au Journal officiel au sens d’une motion adoptée par le Conseil de la République le 24 décembre 1946 qui permet d’établir une commission du règlement proportionnellement au poids politique de chaque groupe de la chambre. Elles sont ensuite publiées d’après l’article 16 du règlement en 1948, puis, l’article 9 en 1952 et 1955.
À la réunion constitutive du Sénat le 9 décembre 1958, une motion presse les présidents de groupes politiques à faire parvenir la liste de leurs membres et leur déclaration politique à la présidence. Relevant de l’article 5 du règlement provisoire lors du renouvellement de 1959, la publication des adhésions partisanes personnelles relèvent des articles 5 et 6 du règlement à partir de 1962.

#### Adhésions partisanes d’autres groupes
Comme les adhésions partisanes personnelles, celles d’autres groupes politiques relèvent de l’article 16 du règlement du Conseil de la République. Elles font également l’objet d’une publication au Journal officiel. Concernant le groupe républicain indépendant, des rattachements administratifs d’autres groupes ont seulement lieu en 1948 et 1952.
| Date             | Type d’adhésion            | Intitulé de groupe                                      | Intitulé de groupe | Composition du groupe | Composition du groupe | Composition du groupe |
| Date             | Type d’adhésion            | Dénomination                                            | Abréviation        | Membres               | Apparentés            | Rattachés             |
| ---------------- | -------------------------- | ------------------------------------------------------- | ------------------ | --------------------- | --------------------- | --------------------- |
| 22 janvier 1947  | Rattachement administratif | Groupe républicain d’action sociale et paysanne         | RASP               | 5                     | 0                     | 0                     |
| 7 mai 1947       | Rattachement administratif | Groupe musulman algérien indépendant                    | MAI                | 4                     | 0                     | 0                     |
| 7 mai 1947       | Rattachement administratif | Groupe républicain d’action sociale et paysanne         | RASP               | 4                     | 1                     | 0                     |
| 23 novembre 1948 | Rattachement administratif | Groupe du centre républicain d’action rurale et sociale | CRARS              | 15                    | 0                     | 0                     |
| 23 novembre 1948 | Rattachement administratif | Groupe du Parti républicain de la liberté               | PRL                | 10                    | 2                     | 0                     |
| 4 juin 1952      | Rattachement administratif | Groupe du centre républicain d’action rurale et sociale | CRARS              | 17                    | 1                     | 1                     |
| 4 juin 1952      | Rattachement administratif | Groupe Parti républicain de la liberté                  | PRL                | 8                     | 3                     | 0                     |

## Positionnement

### Tendance indépendante
En 1965, le groupe des républicains et indépendants est rattaché au seul Centre national des indépendants et paysans (CNIP) selon Marielle Bal, bien que certains membres assistent à des manifestations giscardiennes. Deux tendances difficiles à délimiter s’opposent au sein du parti parlementaire, l’une, dite gouvernementale, proche de Valéry Giscard d’Estaing, structurée autour d’une quinzaine de sénateurs, et l’autre, majoritaire, incarnée par le président de groupe François Schleiter, dans l’opposition.

### Tendance giscardienne
La tendance giscardienne mise sur le gaullisme. Elle incarne une tradition libérale et modérée dans le paysage politique français.
Selon Anne Chaussebourg, 27 des 44 sénateurs appartenant au groupe de l’union des républicains et des indépendants (UREI) sont membres du Parti républicain en 1981. En 1988, ils sont 51 sur 55 à appartenir au parti giscardien.

## Publications
Le secrétariat administratif du groupe édite plusieurs publications, notamment Le Baromètre.
Alors que L’UREI en coin est publiée entre mai 1985 et mars 1993 (nos 1 à 56), La Lettre des républicains et indépendants du Sénat est quant à elle distribuée entre mai 1993 et mars 2002 (nos 57 à 112),.

## Chronologie

### Évolution du groupe au Conseil de la République
| Triennat  | Création         | Intitulé de groupe                   | Intitulé de groupe | Composition | Composition | Composition | Position | Position |
| Triennat  | Création         | Dénomination                         | Abréviation        | Membres     | Apparentés  | Rattachés   | Poids    | Rang     |
| --------- | ---------------- | ------------------------------------ | ------------------ | ----------- | ----------- | ----------- | -------- | -------- |
| 1946-1948 | 26 décembre 1946 | Groupe des républicains indépendants | RI                 | 12          | 0           | 0           | 12 / 260 | 5e       |
| 1948-1952 | 23 novembre 1948 | Groupe des républicains indépendants | RI                 | 38          | 0           | 0           | 38 / 281 | 4e       |
| 1952-1955 | 4 juin 1952      | Groupe des républicains indépendants | RI                 | 44          | 0           | 3           | 47 / 315 | 4e       |
| 1955-1958 | 6 juillet 1955   | Groupe des républicains indépendants | RI                 | 60          | 3           | 2           | 65 / 326 | 2e       |

### Évolution du groupe au Sénat
| Triennat  | Création         | Intitulé de groupe                                     | Intitulé de groupe | Composition | Composition | Composition | Position | Position |
| Triennat  | Création         | Dénomination                                           | Abréviation        | Membres     | Apparentés  | Rattachés   | Poids    | Rang     |
| --------- | ---------------- | ------------------------------------------------------ | ------------------ | ----------- | ----------- | ----------- | -------- | -------- |
| 1958-1959 | 10 décembre 1958 | Groupe des républicains indépendants                   | RI                 | 63          | 3           | 0           | 66 / 285 | 1er      |
| 1959-1962 | 30 avril 1959    | Groupe des républicains indépendants                   | RI                 | 66          | 4           | 0           | 70 / 302 | 1er      |
| 1962-1965 | 3 octobre 1962   | Groupe des républicains indépendants                   | RI                 | 63          | 2           | 0           | 65 / 272 | 1er      |
| 1965-1968 | 4 octobre 1965   | Groupe des républicains indépendants                   | RI                 | 58          | 2           | 0           | 60 / 274 | 1er      |
| 1968-1971 | 3 octobre 1968   | Groupe des républicains indépendants                   | RI                 | 51          | 3           | 0           | 54 / 283 | 1er      |
| 1971-1974 | 4 octobre 1971   | Groupe des républicains indépendants                   | RI                 | 56          | 3           | 0           | 56 / 285 | 1er      |
| 1974-1977 | 2 octobre 1974   | Groupe des républicains indépendants                   | RI                 | 53          | 3           | 2           | 58 / 282 | 1er      |
| 1977-1980 | 4 octobre 1977   | Groupe de l’union des républicains et des indépendants | UREI               | 49          | 1           | 2           | 52 / 295 | 3e       |
| 1980-1983 | 6 octobre 1980   | Groupe de l’union des républicains et des indépendants | UREI               | 48          | 1           | 3           | 52 / 304 | 3e       |
| 1983-1986 | 4 octobre 1983   | Groupe de l’union des républicains et des indépendants | UREI               | 45          | 1           | 4           | 50 / 317 | 4e       |
| 1983-1989 | 6 octobre 1986   | Groupe de l’union des républicains et des indépendants | UREI               | 51          | 0           | 3           | 54 / 319 | 4e       |
| 1983-1989 | 3 octobre 1989   | Groupe de l’union des républicains et des indépendants | UREI               | 49          | 0           | 3           | 52 / 321 | 4e       |
| 1992-1995 | 6 octobre 1992   | Groupe de l’union des républicains et des indépendants | UREI               | 47          | 0           | 0           | 47 / 321 | 4e       |
| 1995-1998 | 3 octobre 1995   | Groupe des républicains et indépendants                | RI                 | 43          | 1           | 2           | 46 / 321 | 4e       |
| 1998-2001 | 5 octobre 1998   | Groupe des républicains et indépendants                | RI                 | 46          | 1           | 2           | 49 / 321 | 4e       |
| 2001-2004 | 2 octobre 2001   | Groupe des républicains et indépendants                | RI                 | 38          | 0           | 2           | 40 / 320 | 4e       |